# Condado de Ellis (Texas)
O Condado de Ellis é um dos 254 condados do estado norte-americano do Texas. A sede do condado é Waxahachie, e sua maior cidade é Waxahachie.
O condado possui uma área de 2 465 km² (dos quais 30 km² estão cobertos por água), uma população de 111 360 habitantes, e uma densidade populacional de 46 hab/km² (segundo o censo nacional de 2000).
O condado foi criado em 1849.